# Мадамінов Сайдулла Абдукуддусович
Сайдулла Абдукуддусович Мадамінов — узбецький полковник, який у 2001—2003 роках був командувачем Військово-повітряних сил і військ протиповітряної оборони Узбекистану.
Після закінчення Єйського вищого військового авіаційного інституту (ЄВВАУЛ) вирушив до Забайкальського військового округу, де став на службу в 23-тю повітряну армію, спочатку в Степ, а потім у Джиду.
У 1982 році йому було присвоєно звання командира повітряного судна. Пізніше, у 1983 році, його перевели на аеродром Бранд-Брізен у Східній Німеччині до Групи радянських військ у Німеччині. До 1987 року він став командиром ескадрильї. У 1991 році, після здобуття другої вищої освіти у Військово-повітряній академії імені Гагаріна в Моніно, його направили для продовження радянської військової служби в Туркестанський військовий округ.
Влітку 1991 року він прибув на авіабазу Карші-Ханабад, де став начальником штабу і першим заступником командира 735-го авіаційного полку. Після розпаду СРСР його призначили командиром 735-го авіаційного полку, який у серпні 1995 року перейменували у 60-й авіаційний полк новостворених ВПС і ППО Узбекистану.
У середині 90-х років ВПС Узбекистану були втягнуті в громадянську війну в Таджикистані, де полковник Мадамінов здійснив безліч вильотів на протидію ісламському тероризму. Наприкінці 90-х років він брав участь у військових операціях із нейтралізації бойовиків Ісламського руху Узбекистану, які захопили низку гірських районів на півночі Сурхондар'їнської області, а потім здійснили вторгнення в Баткенську й Ошську області Киргизстану.
У 1999 році Міністерство оборони перевело Сайдуллу Мадамінова в столицю Ташкент, де його підвищили до заступника командувача ВПС і ППО Узбекистану.
У 2001 році указом президента Іслaма Карімова полковник Сайдулла Мадамінов був призначений командувачем ВПС і ППО Узбекистану. На цій посаді він залишався до кінця 2003 р. Після цього він був переведений на посаду старшого військового радника та інспектора Міністерства оборони Узбекистану. У серпні 2007 року пішов у відставку.
У 1994 році отримав свою першу державну нагороду незалежного Узбекистану — медаль «Жасорат» («За відвагу») і орден «Шон-Шараф».